# Международный аэропорт имени Романа Тметучла
Международный аэропорт имени Романа Тметучла (англ. Roman Tmetuchl International Airport (ИАТА: ROR, ИКАО: PTRO, FAA LID: ROR)), ранее — Международный аэропорт Палау (англ. Palau International Airport) — основной международный аэропорт Палау. Он расположен на острове Бабелтуап, в 6 км от бывшей столицы Корор и в 25 км от Нгерулмуда.

## Характеристики
Аэропорт занимает площадь 190 гектаров и расположен на высоте 54 метра над уровнем моря. Имеет одну взлётно-посадочную полосу размерами 2,194 x 45 м с асфальтобетонным покрытием. За 12-месячный период, закончившийся 13 декабря 2004 г., аэропорт обслужил 1142 самолета, в среднем 95 в месяц: 78% регулярных коммерческих авиарейсов, 10% авиатакси, 8% авиации общего назначения и 4% военных.

## История
Согласно Официальному справочнику авиакомпаний, осенью 1993 года единственной авиакомпанией, обслуживающей аэропорт, была Continental Micronesia (на тот момент Air Micronesia), подразделение Continental Airlines, выполнявшая беспосадочные рейсы на реактивных самолётах Boeing 727-200 из Гуама, Манилы, Тайбэя и острова Яп.
В мае 2006 года международный аэропорт Палау был переименован в международный аэропорт имени Романа Тметучла в честь покойного местного политика и бизнесмена Романа Тметучла, по итогам резолюции, принятой сенатом Палау. Ранее он также был известен как аэропорт Бабельтуап или аэропорт Аираи.
До 2018 года Delta Air Lines выполняла регулярные рейсы в аэропорт Нарита в Токио. После ухода Delta с рынка Палау Skymark Airlines объявила, что начнёт чартерные рейсы на этом направлении и к середине 2019 года они станут регулярными.

## Статистика
Данные из запроса в Викиданные.